# Classe Aetos
La classe Aetos fu una classe di cacciatorpediniere composta da quattro unità entrate in servizio nel 1912, costruite nel Regno Unito e acquistate poi dalla Marina militare greca.
Attive durante la prima guerra balcanica, le unità della classe presero parte anche alla prima guerra mondiale servendo sotto bandiera francese dopo la cattura della flotta greca da parte degli Alleati; dopo aver partecipato agli eventi della guerra greco-turca del 1919-1922, i cacciatorpediniere classe Aetos presero parte alla seconda guerra mondiale durante la quale uno di essi finì affondato in un attacco aereo tedesco. Le restanti tre unità furono radiate nel 1943 e demolite nel 1946.

## Caratteristiche

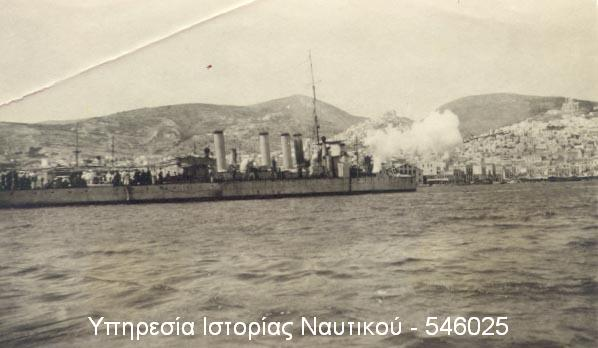
Il cacciatorpediniere Leon

Le unità della classe Aetos furono originariamente ordinate nel tardo 1909 dall'Argentina ai cantieri della ditta britannica Cammell Laird di Birkenhead: quattro unità furono impostate nel 1910, ma quando ormai risultavano complete il governo argentino ruppe il contratto a causa di disaccordi finanziari con la ditta costruttrice; le unità attirarono quindi l'interesse del governo greco, impegnato in una fase di riarmo in vista di una futura guerra contro l'Impero ottomano, e il 12 settembre 1912 le quattro unità furono acquistate in blocco al prezzo di 148.000 sterline l'una.
Lo scafo degli Aetos era lungo 89,3 metri, largo 8,45 metri e con un pescaggio di 2,6 metri, per un dislocamento standard di 980 tonnellate e di 1.175 tonnellate a pieno carico. La propulsione era garantita da due turbine a vapore Parsons alimentate da cinque caldaie White Foster (ciascuna con il suo fumaiolo), per una potenza di 22.000 hp; la velocità massima registrata alle prove fu di 32 nodi, con una autonomia complessiva di 3.000 miglia nautiche alla velocità di 10 nodi. L'equipaggio ammontava a 90 tra ufficiali e marinai, mentre l'armamento alla costruzione ammontava a quattro cannoni da 102/50 mm in impianti singoli e quattro tubi lanciasiluri da 533 mm.
Relativamente potente per l'epoca della loro costruzione, l'armamento degli Aetos dovette essere potenziato con il passare degli anni e già nel 1917 a tre unità della classe fu aggiunto un cannone antiaereo da 57/40 mm. Tra il 1924 e il 1925 gli Aetos subirono un'ampia opera di ricostruzione e ammodernamento da parte della ditta britannica J. Samuel White di East Cowes: le sovrastrutture ricevettero un disegno più moderno, l'apparato motore fu modernizzato con la sostituzione delle cinque caldaie a carbone della White Foster con quattro caldaie a petrolio della Yarow, una sala macchine fu eliminata e i fumaioli ridotti a due, il cannone antiaereo fu tolto e gli impianti lanciasiluri originali furono sostituiti da due impianti tripli di tubi da 533 mm; per effetto di queste modifiche, il dislocamento salì a 1.050 tonnellate in carico normale e 1.300 tonnellate a pieno carico.
L'armamento di artiglieria subì altre modifiche nel corso degli anni: nei primi anni 1930 furono aggiunti due cannoni singoli antiaerei da 40/39 mm, seguiti da un'ulteriore coppia tra il 1937 e il 1938; in quegli stessi anni due unità (Aetos e Ierax) furono configurati per il trasporto e il rilascio di 40 mine navali. Nel 1942, durante il servizio a fianco dei britannici nella seconda guerra mondiale, gli Aetos subirono l'ultimo potenziamento con l'eliminazione di due cannoni da 102 mm e uno degli impianti di lanciasiluri tripli per fare posto a un cannone da 76/40 mm, tre mitragliere antiaeree da 20 mm Oerlikon e lanciatori per bombe di profondità e apparati sonar.

## Unità
| Nome    | Impostazione | Varo            | Entrata in servizio | Destino finale                                                             |
| ------- | ------------ | --------------- | ------------------- | -------------------------------------------------------------------------- |
| Aetos   | 1910         | 2 febbraio 1911 | settembre 1912      | radiato per obsolescenza nel 1943 e avviato alla demolizione nel 1946      |
| Ierax   | 1910         | 15 marzo 1911   | settembre 1912      | radiato per obsolescenza nel 1943 e avviato alla demolizione nel 1946      |
| Leon    | 1910         | 15 luglio 1911  | settembre 1912      | affondato il 15 maggio 1941 nella baia di Suda in un attacco aereo tedesco |
| Panthir | 1910         | 26 aprile 1911  | settembre 1912      | radiato per obsolescenza nel 1943 e avviato alla demolizione nel 1946      |